# نبرهوویتسه
نبرهوویتسه (به چکی: Nebřehovice) یک منطقهٔ مسکونی در جمهوری چک است که در ناحیه ستراکونیتسه واقع شده‌است. نبرهوویتسه ۵٫۱۸ کیلومتر مربع مساحت و ۱۴۰ نفر جمعیت دارد و ۴۵۰ متر بالاتر از سطح دریا واقع شده‌است.